# D251i
mova D251i（ムーバ・でぃ に ごー いち アイ）は、三菱電機製のNTTドコモの第二世代携帯電話(mova)端末である。

## 概要
「iショット」サービス対応端末として、F251iと同時に発売された。movaのDシリーズでは、初のカメラ付き携帯電話になった。
世界で初めてのスーパーCCDハニカムカメラつき携帯電話で、メモリースティックDuoの標準スロットとして登場した。ただし、著作権保護データなどには対応していない。カメラには大光量のライトがついている。デザインは分厚く大きいものだったが、アンテナは内蔵。背面には、256色表示のカラー液晶があり、自分撮りも可能。撮った写真は1画面に12枚のサムネイル表示ができ、本体に最大970枚保存可能。251iシリーズでは唯一、撮影した画像のサイズ変更やトリミングができる。また、内蔵絵文字の数は大幅に増えた。着信メロディは32和音対応。

## 歴史
- 2002年5月13日　電気通信端末機器審査協会による技術基準適合認定の設計認証（設計認証番号A02-0389JP、J00-0062）
- 2002年5月13日　テレコムエンジニアリングセンターによる技術基準適合証明の工事設計認証（工事設計認証番号01WAB1024）
- 2002年7月12日　ドコモからF251iと同時に発表。
- 2002年7月15日　発売。
- 2003年7月1日　 D211i、D251i、D251iS、D504iの4機種に付属していたACアダプタの一部に、発熱してケースが変形する恐れがあるとドコモが発表。
- 2012年3月31日　movaサービス終了により使用はこの日限りとなる。